# Museum Folkwang
Museum Folkwang är ett konstmuseum i Essen i Tyskland med inriktning på modern konst, fotografier och affischer. 
Det grundades 1902 i Hagen som Folkwang Museum av den tyske konstmecenaten Karl Ernst Osthaus (1874–1921). Året efter Osthaus död slogs museet samman med det 1906 grundade Essener Kunstmuseum och dess samling flyttades till Essen. Under 1920-talet var Ernst Gosebruch (1872–1953) museichef och 1929 invigde han den nya museibyggnaden. Han tvingades bort 1933 i samband med nazisternas maktövertagande som senare avyttrade cirka 1400 verk som ansågs vara entartete Kunst, däribland Vasilij Kandinskijs Improvisation (1910). Under andra världskriget flyttades konsten till skyddsrum och museibyggnaden förstördes i de allierades bombningar av staden 1944–1945. Museet kunde återöppnas i nya lokaler 1960 vars utställningsareal utökades efter David Chipperfield uppmärksammade tillbyggnad 2007–2010.  
Namnet togs från den nordiska mytologin där Folkvang var gudinnan Frejas jättelika boning i Asgård. 

## Urval från samlingen
Alfabetisk lista över målningar på museet

Caspar David Friedrich, Bergslandskap med regnbåge (cirka 1810).
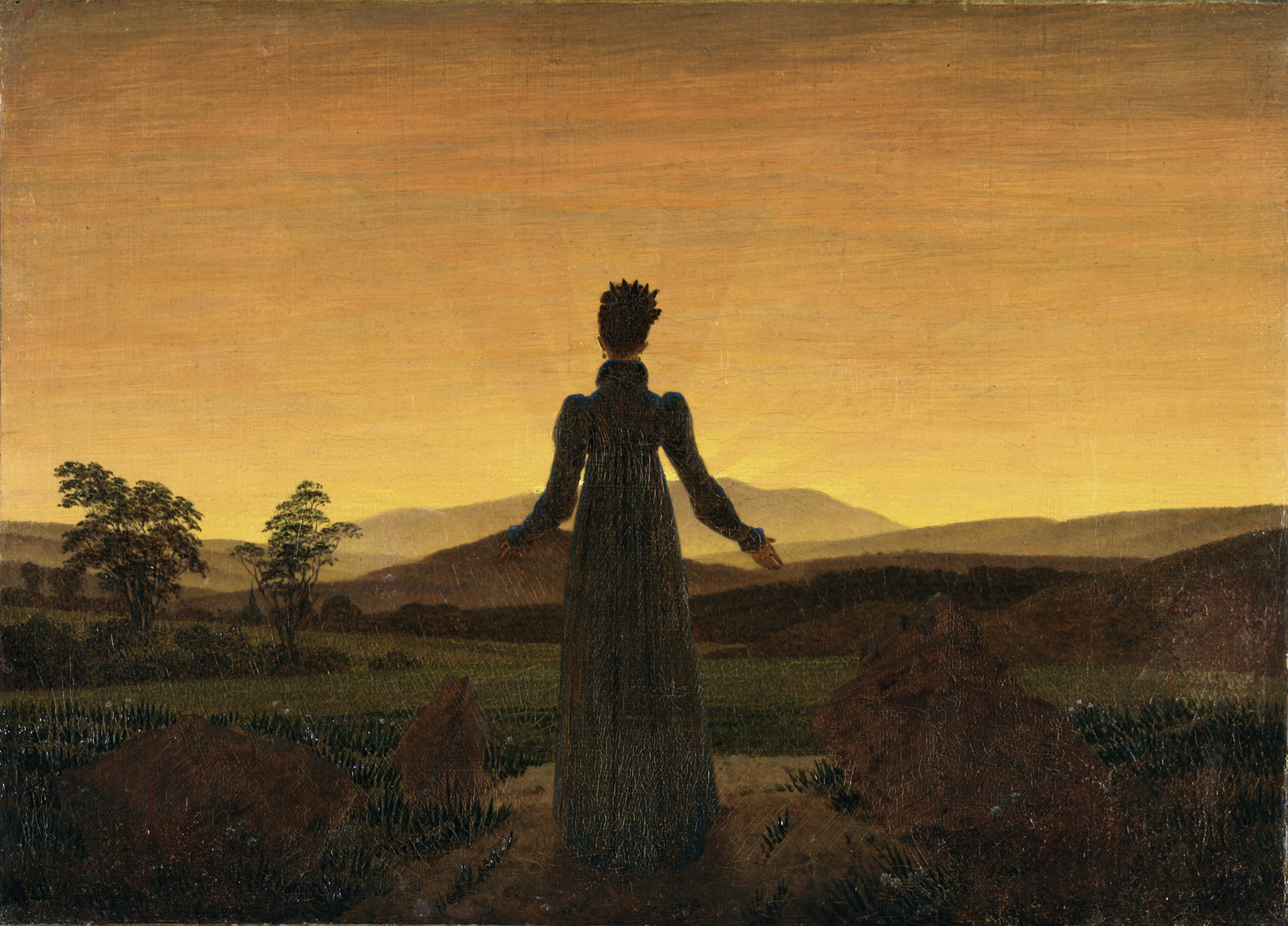
Caspar David Friedrich, Kvinna i solnedgång (cirka 1818).
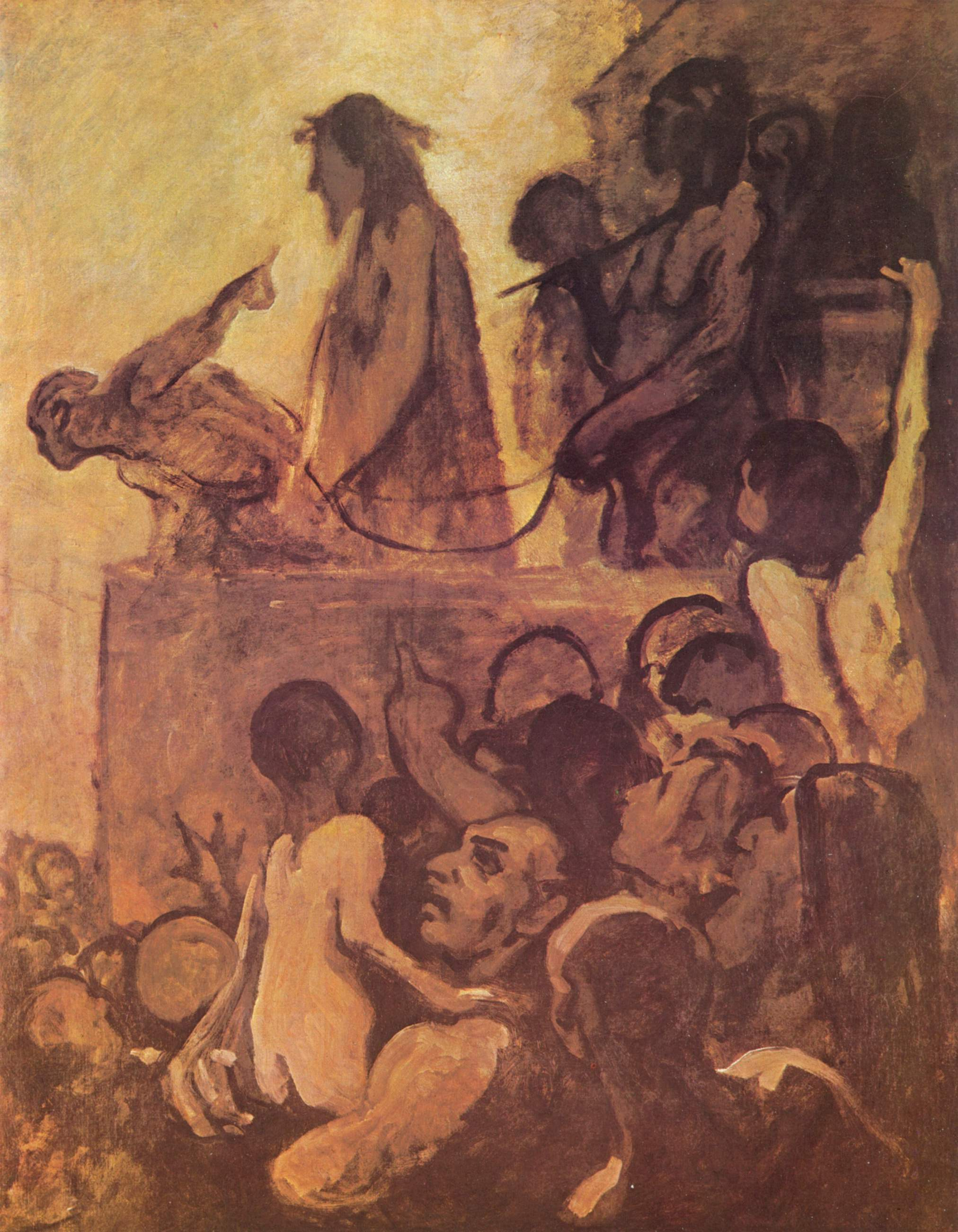
Honoré Daumier, Ecce Homo (1850).
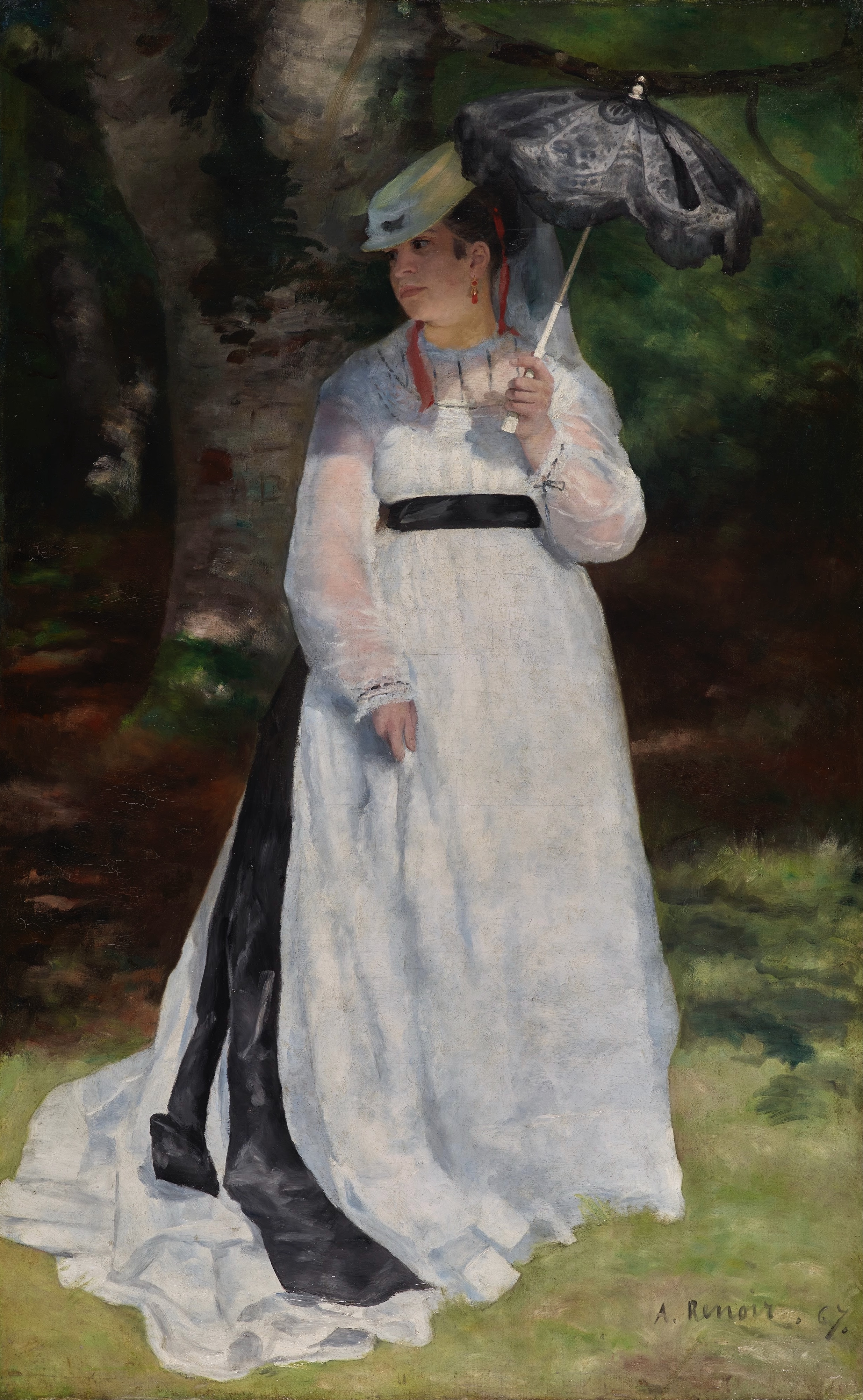
Auguste Renoir, Lise med parasoll (1867).
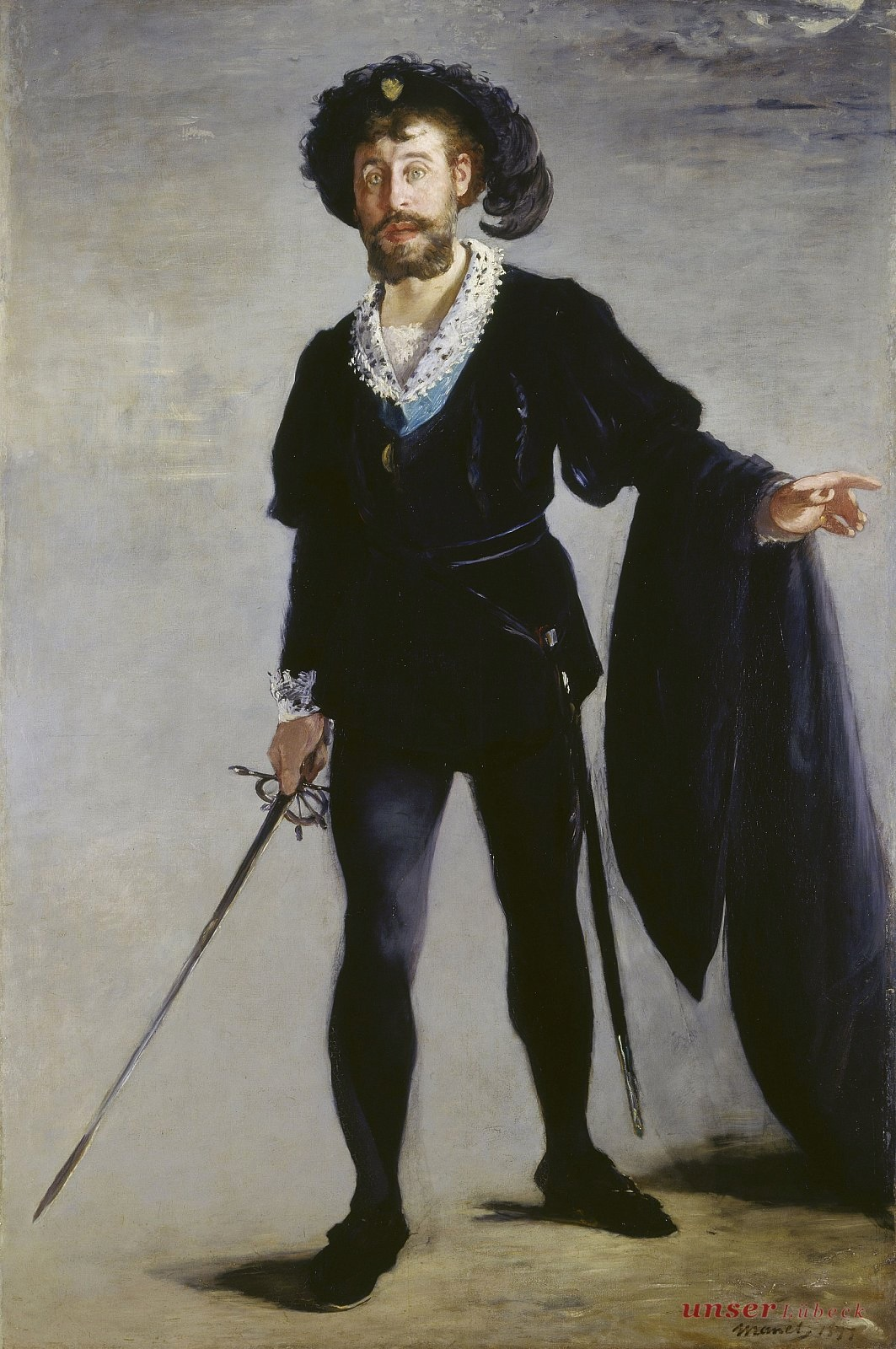
Édouard Manet, Faure som Hamlet (1877).
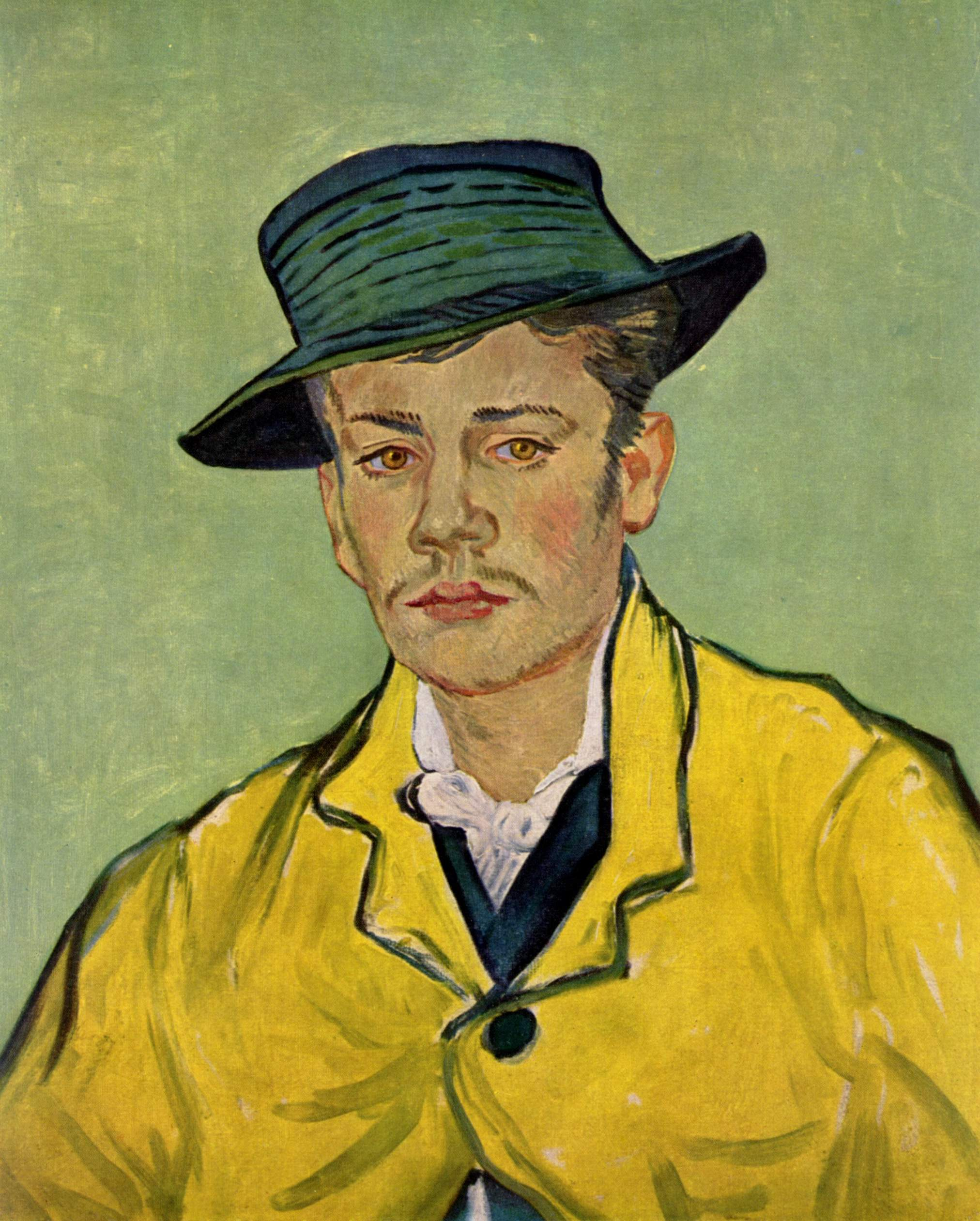
Vincent van Gogh, Porträtt av Armand Roulin (1888).
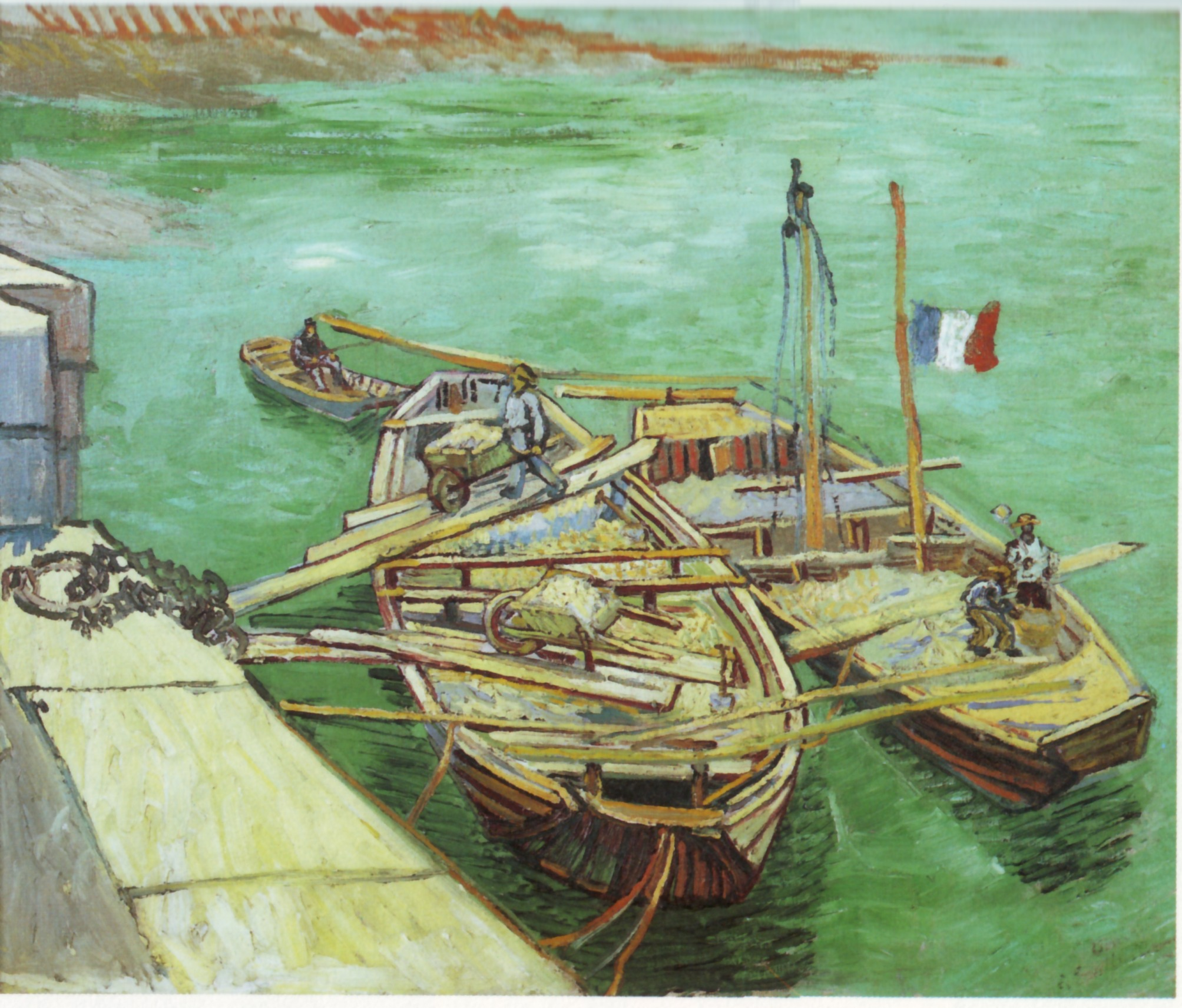
Vincent van Gogh, Båtar på Rhone (1888).
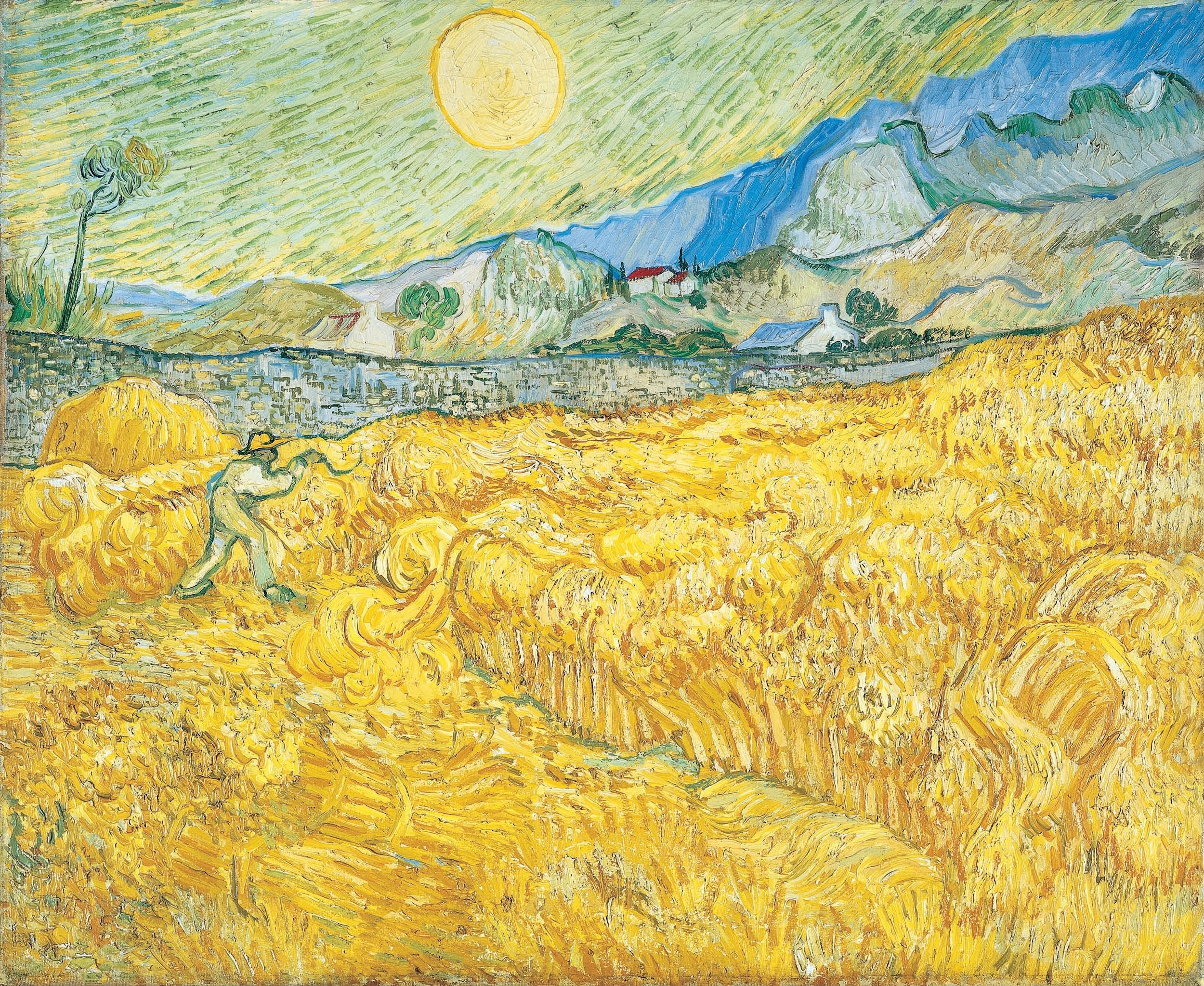
Vincent van Gogh, La moisson (1889).
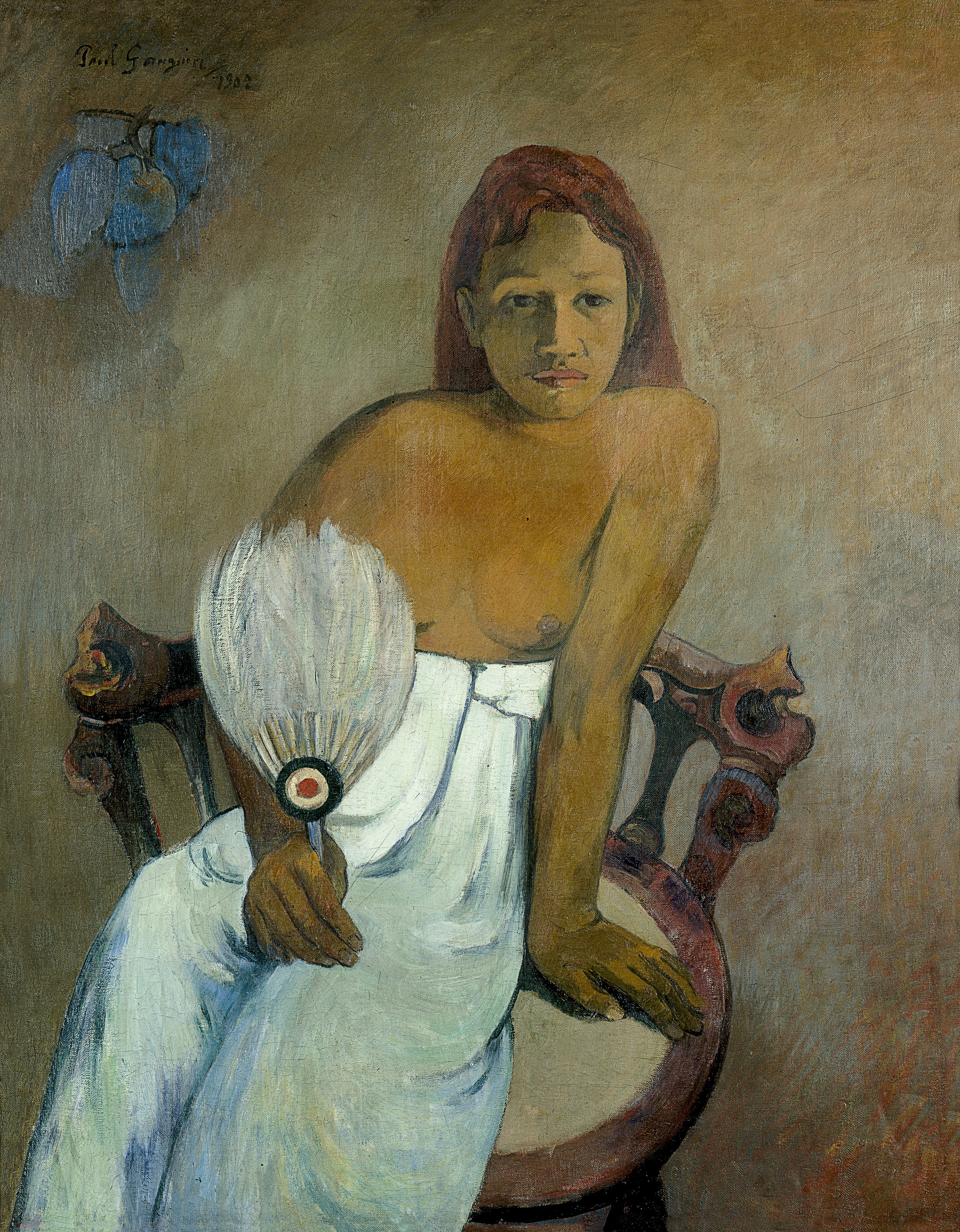
Paul Gauguin, Ung kvinna med solfjäder (1902).
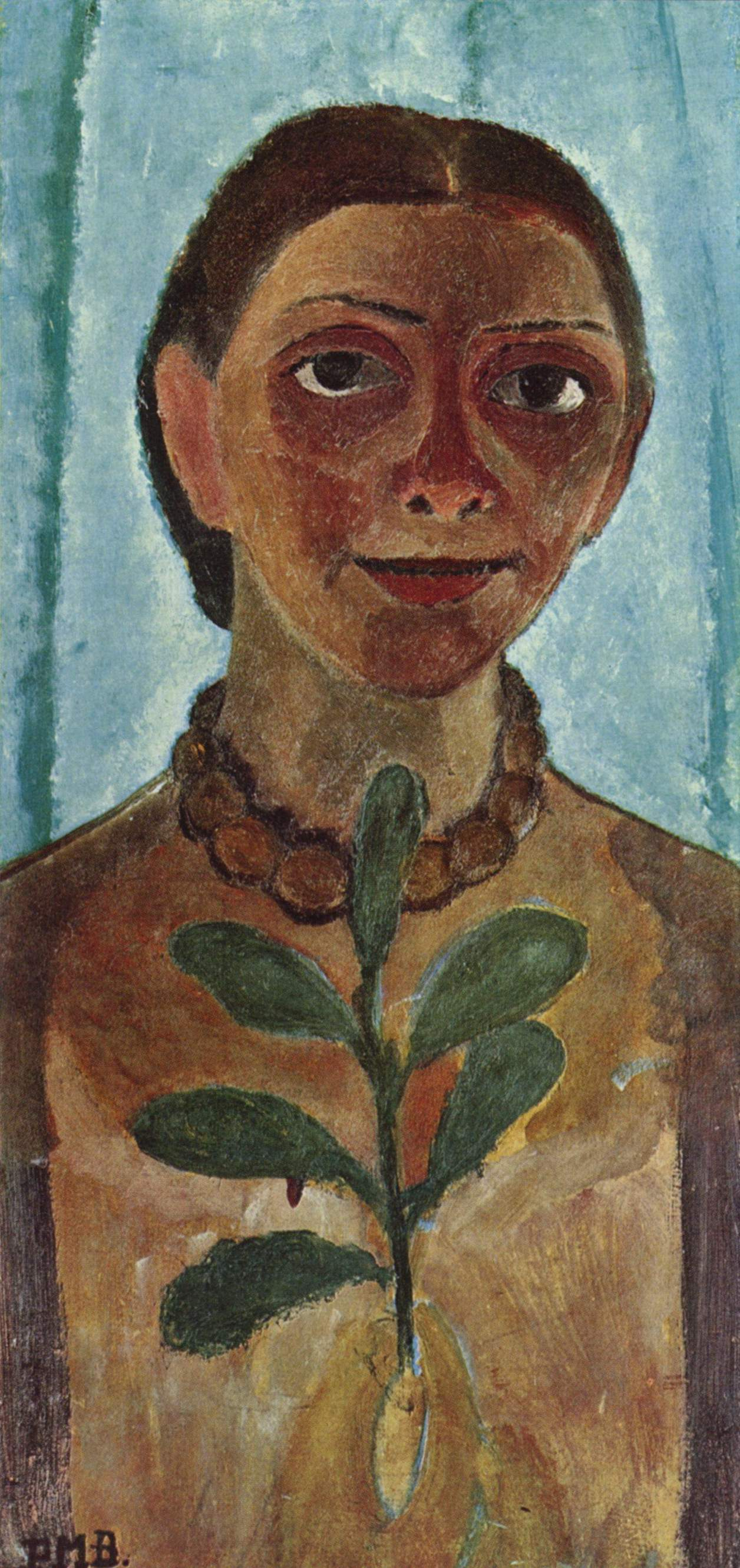
Paula Modersohn-Becker, Konstnären med en kamelia (1907)
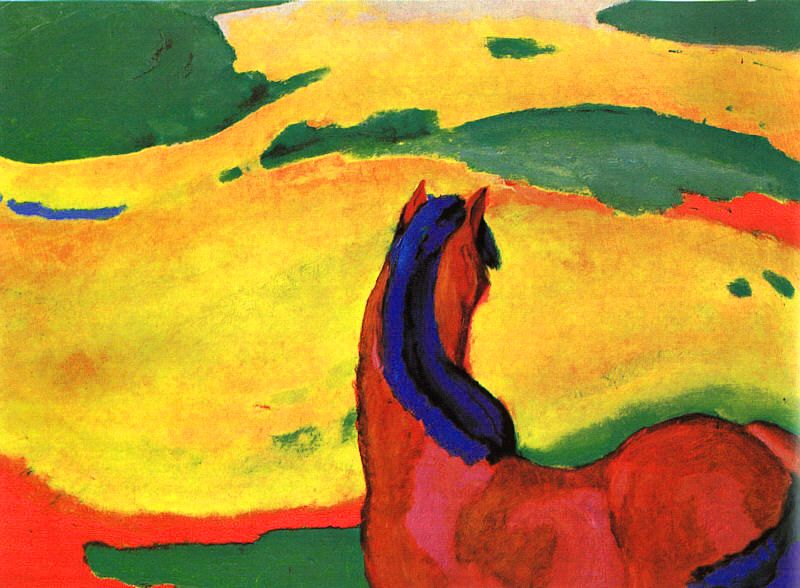
Franz Marc, Häst i landskap (1910).
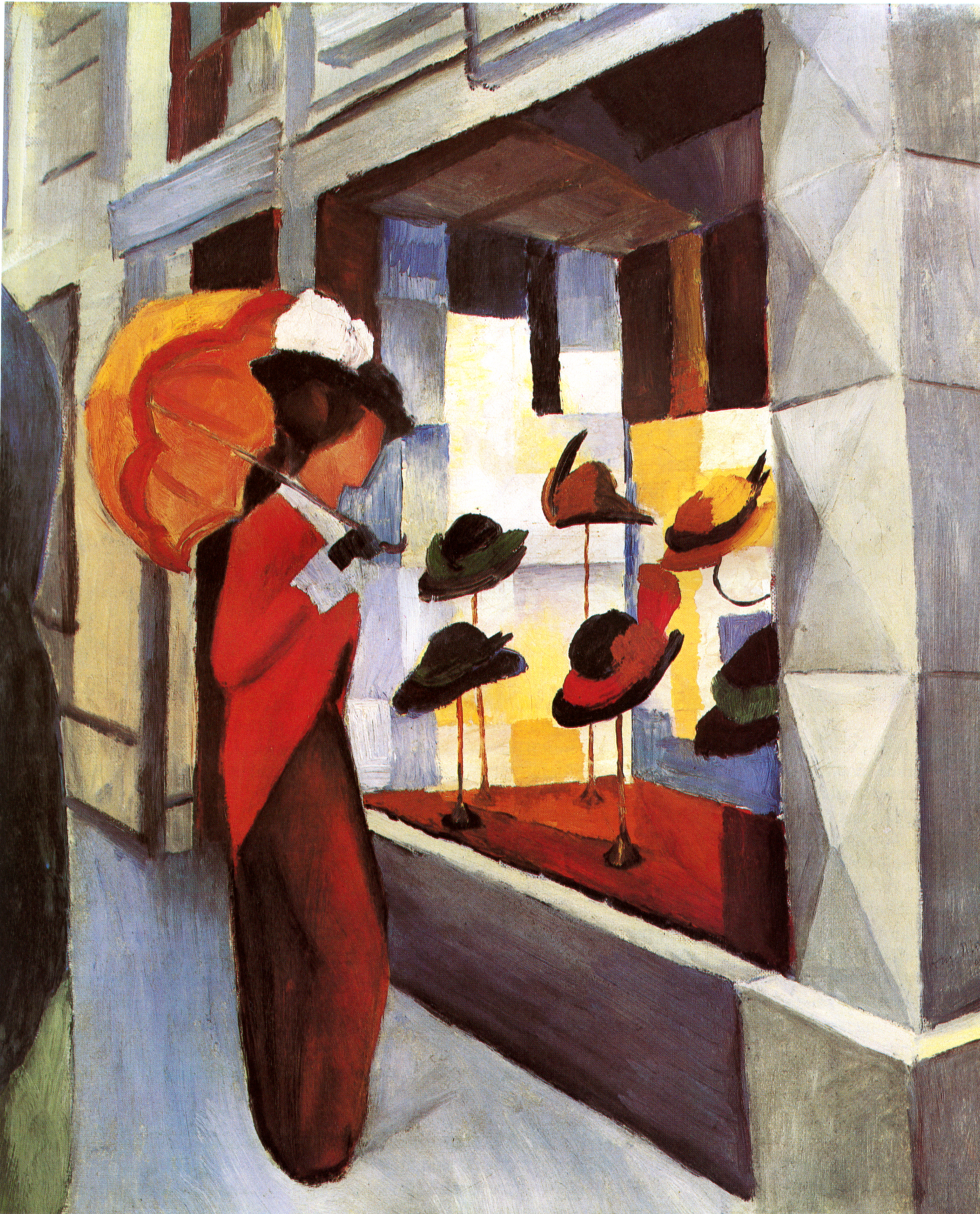
August Macke, Kvinna med parasoll framför en hattbutik (1914).
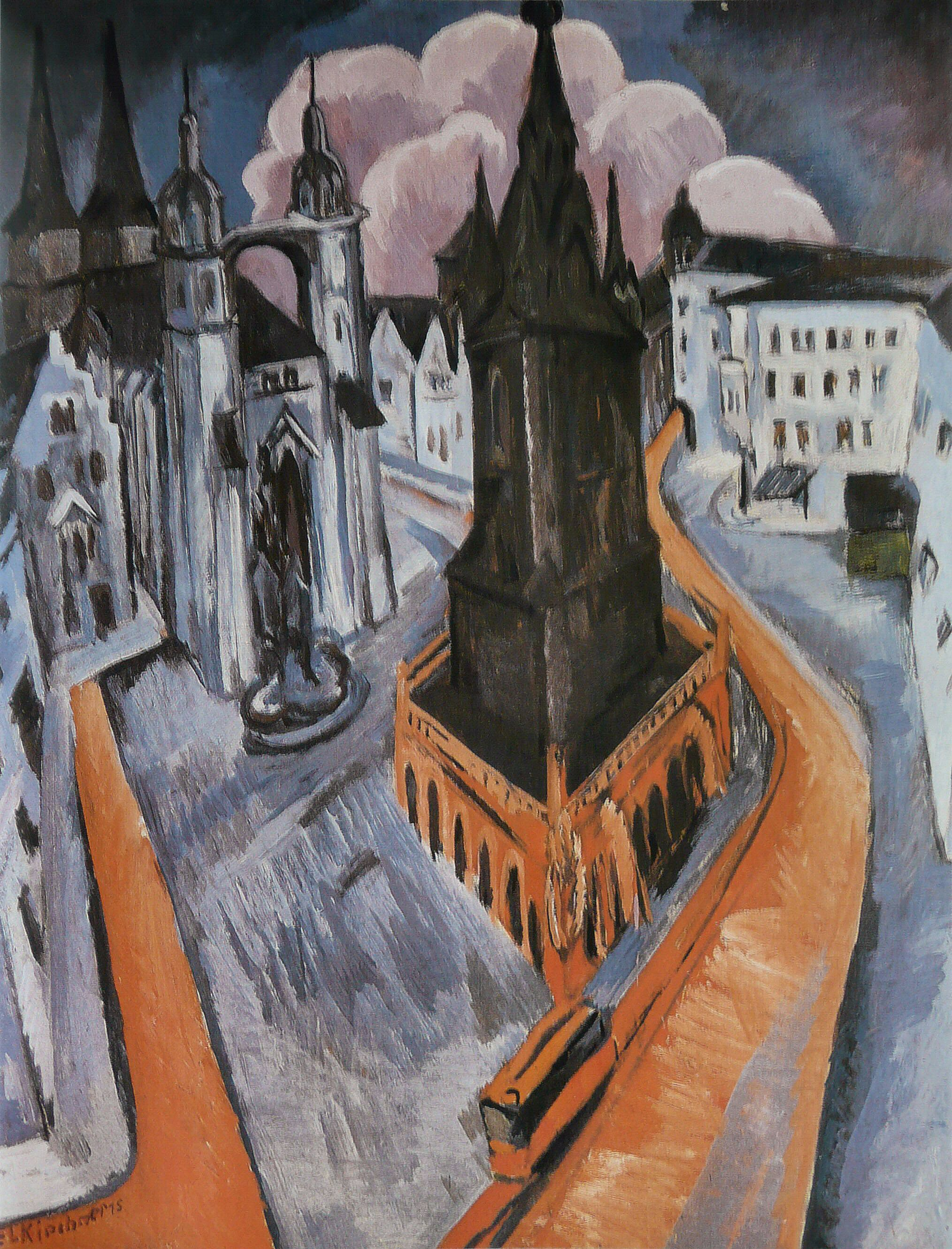
Ernst Ludwig Kirchner, Röda tornet i Halle (1915).

## Museidirektörer
- Klaus Graf von Baudissin, 1934–1938[1][2]
- Heinz Köhn, 1938–1962[2][3]
- Paul Vogt, 1964–1988[2]
- Georg W. Költzsch, 1988–2002[2]
- Hubertus Gaßner, 2002–2006
- Hartwig Fischer, 2006–2012
- Tobia Bezzola, 2013–2018
- Peter Gorschlüter, 2018–

Denna lista hämtas från Wikidata. Informationen kan ändras där.